# Vima Kadfiz
Vakanapatina Huma (devakulu) karita 

Vima Kadfiz (grško ΟΟΗΜΟ ΚΑΔΦΙϹΗϹ, Ooēmo Kadphisēs (epigrafsko), harošti  𐨬𐨁𐨨 𐨐𐨫𐨿𐨤𐨁𐨭 Vi-ma Ka-lpi-śa, Vima Kalpiśa)  je bil cesar Kušanskega cesarstva, ki je vladal okoli 113 do 127 n. št. Po Rabataškem napisu je bil sin cesarja Vime Taktoja in oče cesarja Kaniške I.

## Vladanje
Na Rabataškem napisu, ki ga je dal napisati cesar Kapiška I., je tudi seznam Kapiškovih prednikov, ki so bili hkrati njegovi predhodniki na kušanskem prestolu: Kudžula Kadfiz (prapraded), Vima Takto (ded) in  Vima Kadfiz (oče). Na koncu seznama je tudi on sam.
Vima Kadfiz je razširil kušansko ozemlje v Afganistan in severozahodno Indijo, kjer je  zamenjal indo-skitskega vladarja Sodasa v Mathuri.

## Denar
Bil je prvi kušanski cesar, ki je ob že obstoječem bakrenem, bronastem in srebrnem denarju začel kovati zlat denar. Zdi se, da je večino zlata dobil s trgovanjem z Rimskim cesarstvom.  Njegov standardni zlatnik je tehtal okoli osem gramov in bil primerljv z rimskimi zlatniki iz 1. stoletja. Iz neobdelanega zlata iz Rima so v kušanskih kovnicah kovali zlatnike treh vrednosti: dvojni stater, stater in četrt staterja (dinar).
Med vladanjem Vime Kadfiza in kasneje je bilo Kušansko cesarstvo bogato in postalo središče trgovanja med kitajsko dinastijo Han, kjer je bil Vima znan kot 膏珍, osrednjo Azijo ter Aleksandrijo in Antiohijo na zahodu. Kušan je vzdrževal in čuval svilno cesto in dovoljeval prost pretok blaga med Kitajsko, Indijo in Zahodom. Iz Rimskega cesarstva je uvažal grško vino in sužnje. Od povsod so se uvažale tudi umetnine, kar dokazuje raznovrstnost in kakovost artefaktov, najdenih v kušanski poletni prestolnici Bagram v Afganistanu. V Gandari so vidni tudi zajemni grško-budistični umetniški vplivi. 
Rimski zapisi omenjajo obisk odposlancev indijskih vladarjev na dvoru cesarja Trajana (vladal 98-117), ki so prinesli darila in pisma v grškem jeziku. Odposlance bi lahko poslal Vima Kadfiz ali njegov sin Kaniška. 

## Sklica
1. ↑  Revire, Nicolas. Kinsman of the Sun: An Early Buddha Image in the Asian Art Museum, Berlin, and Solar Symbolism (v angleščini). str. 9.
2. ↑  Banerjee, Gauranga Nath (1920). Hellenism in ancient India. Calcutta : Published by the Author ; New York : Oxford University Press. str. 92.

| Vima Kadfiz Kušanska dinastijaRojen: 1. stoletje Umrl: 2. stoletje |                                |                       |
| Predhodnik: Vima Takto                                             | Vladar Kušana 113 – 127 n. št. | Naslednik: Kaniška I. |